# Антиб
Антиб (фр. Antibes или Antibes-Juan-les-Pins) град је на југу Француске у провинцији Прованса-Алпи-Азурна обала, на Француској ривијери између градова Кана и Нице. По подацима из 2006. године број становника у месту је био 75.820.

## Историја
Антиб и Жуан-ле-Пин чине данашњи град који је луксузно туристичко место на Медитерану. По историјским изворима, стари центар града (Vieille Ville) је стар 2.400 година и око њега је израстао данашњи модерни туристички део.

## Географија
Антиб се налази на Средоземном мору, а најближи градови су му Кан (12 km) и Ница (20 km). Удаљеност од осталих већих градова је: Монако (40 km), Марсељ (175 km), Лион (420 km) и Париз (880 km).
Антиб се налази на 0 m–163 m надморске висине (просек је 9 m) и заузима површину од 26,48 km².

### Клима
| Клима (Антиб)              | Клима (Антиб) | Клима (Антиб) | Клима (Антиб) | Клима (Антиб) | Клима (Антиб) | Клима (Антиб) | Клима (Антиб) | Клима (Антиб) | Клима (Антиб) | Клима (Антиб) | Клима (Антиб) | Клима (Антиб) | Клима (Антиб) |
| Показатељ \ Месец          | .Јан.         | .Феб.         | .Мар.         | .Апр.         | .Мај.         | .Јун.         | .Јул.         | .Авг.         | .Сеп.         | .Окт.         | .Нов.         | .Дец.         | .Год.         |
| -------------------------- | ------------- | ------------- | ------------- | ------------- | ------------- | ------------- | ------------- | ------------- | ------------- | ------------- | ------------- | ------------- | ------------- |
| Просек, °C (°F)            | 8,8 (47,8)    | 9,4 (48,9)    | 10,9 (51,6)   | 13,3 (55,9)   | 16,7 (62,1)   | 23,4 (74,1)   | 28,9 (84)     | 28,5 (83,3)   | 20,9 (69,6)   | 17,0 (62,6)   | 12,4 (54,3)   | 9,7 (49,5)    | 15,6 (60,1)   |
| Количина падавина, mm (in) | 81,7 (32,17)  | 84,6 (33,31)  | 72,2 (28,43)  | 62,7 (24,69)  | 47,1 (18,54)  | 33,4 (13,15)  | 13,0 (5,12)   | 29,2 (11,5)   | 58,3 (22,95)  | 110,2 (43,39) | 107,8 (42,44) | 78,4 (30,87)  | 778,5 (306,5) |
| [ тражи се извор ]         |               |               |               |               |               |               |               |               |               |               |               |               |               |

## Демографија
| 1962.  | 1968.  | 1975.  | 1982.  | 1990.  | 1999.  | 2006.  | 2011.  |
| ------ | ------ | ------ | ------ | ------ | ------ | ------ | ------ |
| 35.439 | 47.547 | 55.960 | 62.859 | 70.005 | 72.412 | 75.820 | 75.176 |

По подацима из 2006. године број становника у месту је био 75.820, не рачунајући студенте и војно особље. Преко лета у сезони, број становника се попне на око 170.000.

## Партнерски градови
- Швебиш Гминд
- Еилат
- Дезенцано дел Гарда
- Олимпија
- Олборг
- Њупорт Бич